# 218274 Albertferenc
218274 Albertferenc è un asteroide della fascia principale. Scoperto nel 2003, presenta un'orbita caratterizzata da un semiasse maggiore pari a 2,7564383 au e da un'eccentricità di 0,0754907, inclinata di 4,34707° rispetto all'eclittica.